# Cabmen's Shelter Fund

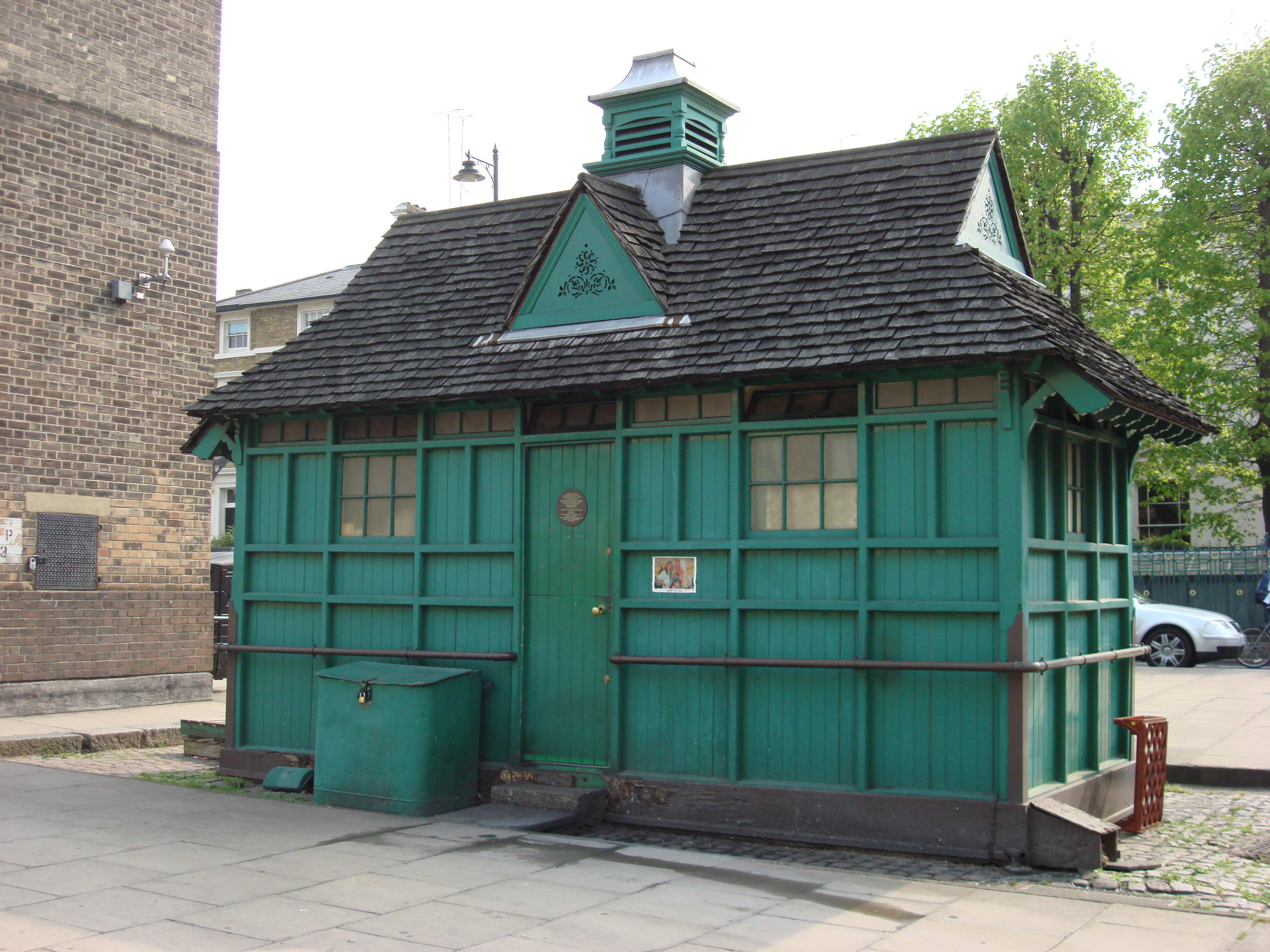
La caseta en Warwick Avenue.

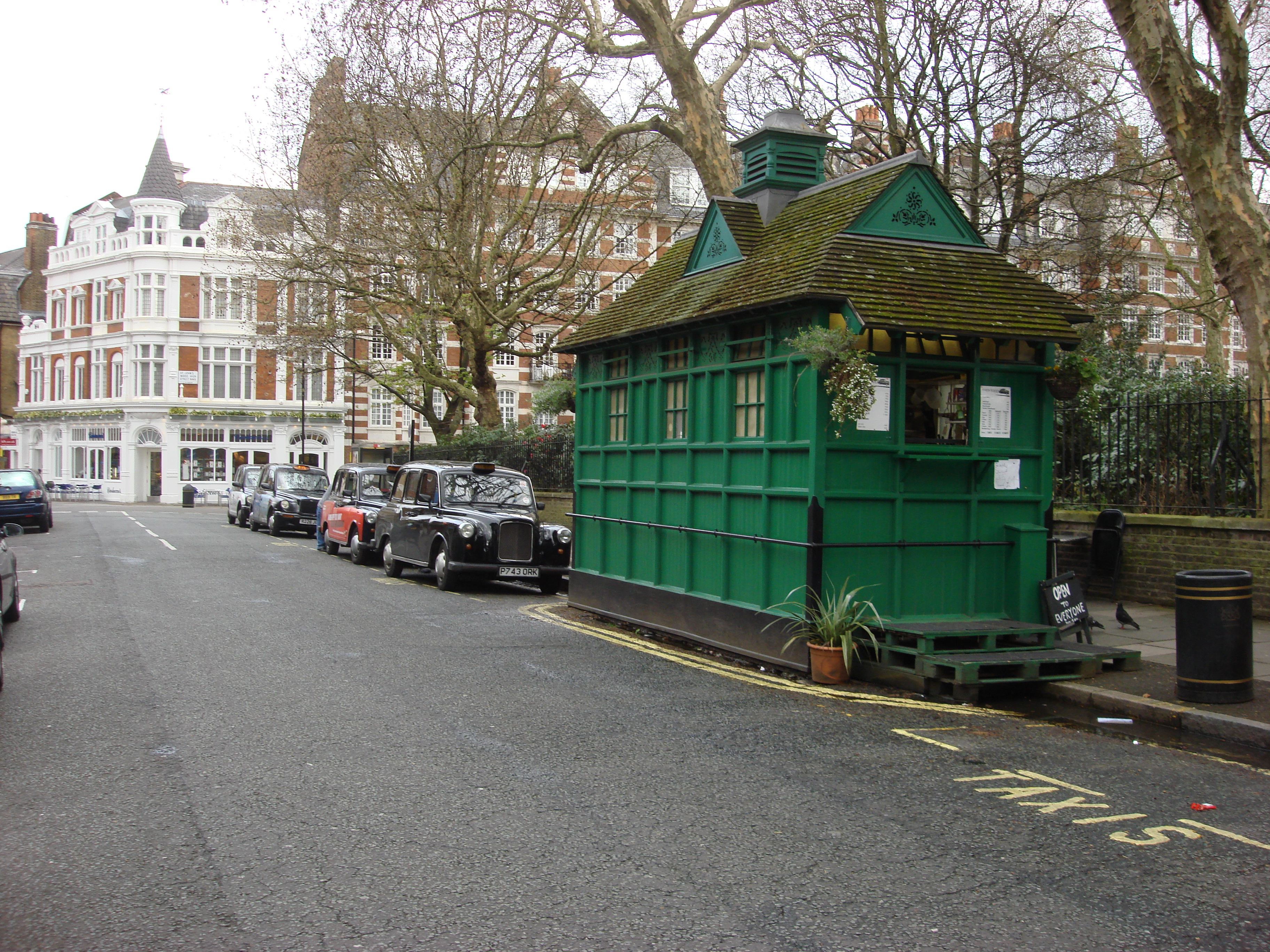
La caseta en Wellington Place.

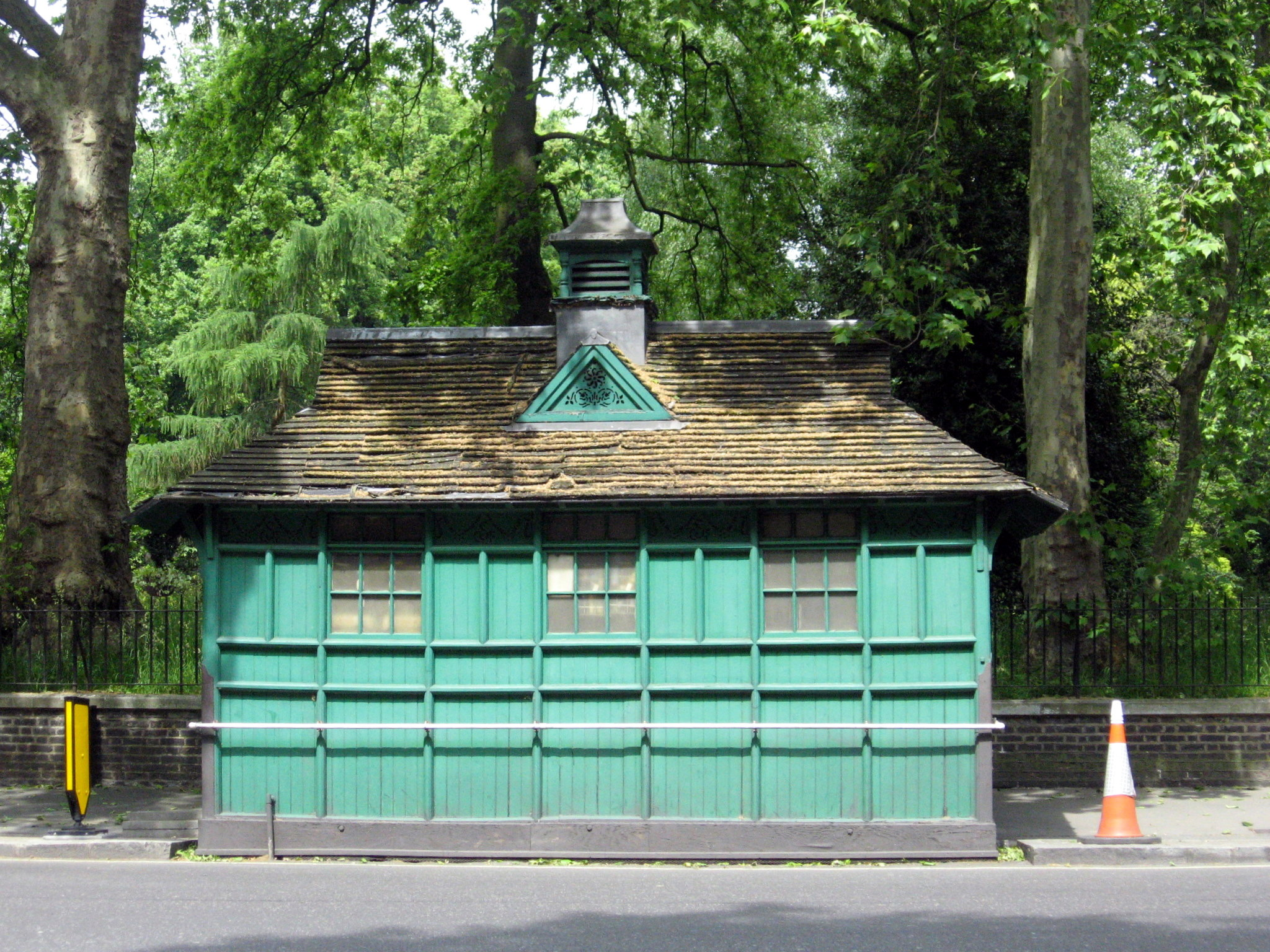
La caseta en Kensington Road, W8.

El Cabmen's Shelter Fund (Fondo para Casetas de Cocheros) se estableció en Londres en 1875 para construir casetas para los cocheros de los hansom cabs y, más tarde, los hackney carriages de la ciudad.
Por ley, los cocheros no podían dejar desatendidos sus vehículos en la calle, ni siquiera en las paradas de taxi. El político y filántropo Anthony Ashley-Cooper, el VII conde de Shaftesbury impulsó la creación de una asociación caritativa para construir y mantener estas casetas en todas las principales paradas de la ciudad, construyéndose un total de 61 entre 1875 y 1914.
Las casetas eran de color verde y, como ocupaban la vía pública, no podían ser más largos ni anchos que un coche de caballos con su caballo. Tenían una pequeña cocina y sillas y mesas para hasta trece cocheros. Se prohibía expresamente el juego, las bebidas alcohólicas y la blasfemia.
Aún existen trece casetas, todas ellas protegidas como monumentos protegidos:
- Chelsea Embankment SW3 - cerca del Albert Bridge
- Embankment Place WC2 - cerca del Playhouse Theatre
- Grosvenor Gardens SW1
- Hanover Square W1
- Kensington Park Road W11 - frente a los números 8-10
- Kensington Road W8 - cerca del cruce con Queen's Gate
- Pont Street SW1 - cerca del cruce con Sloane Street
- Russell Square WC1 (trasladado desde Leicester Square)
- St. George's Square, Pimlico SW1
- Temple Place WC2
- Thurloe Place, Kensington SW7 - frente del Victoria and Albert Museum
- Warwick Avenue W9 - cerca de la estación
- Wellington Place NW8 - cerca del Lord's Cricket Ground

## Casetas en otras ciudades
Poco después de la creación del fondo, otras ciudades también impulsan la construcción de casetas de este tipo. Así, a mediados del año siguiente, en Portsmouth el alcalde y una comitiva del personajes ilustres inauguran a cuatro.
El mismo mes, en Oxford se inaugura la primera de dos casetas.
En Dublín, James Joyce ambienta el «Episodio 16: Eumeo» de su novela Ulises en la caseta de Butt Bridge.
Hitchin Railway Station, la primera parada al salir de Londres por la antigua Great Northern Railway, contaba con una caseta que estuvo funcionando como tal hasta 1976.